# Maardu
Maardu es una ciudad y un municipio del Condado de Harju, en Estonia. Forma parte del área metropolitana de Tallin.
A 1 de enero de 2016 tiene 15 128 habitantes en una superficie de 22,76 km².
Se ubica en la periferia oriental de Tallin, siendo la puerta de entrada a la capital desde la carretera E20 que une Tallin con San Petersburgo.